# Soldina (stacja kolejowa)
Soldina – stacja kolejowa w miejscowości Soldina, w prowincji Virumaa Wschodnia, w Estonii. Położona jest na linii Tallinn - Narwa. 

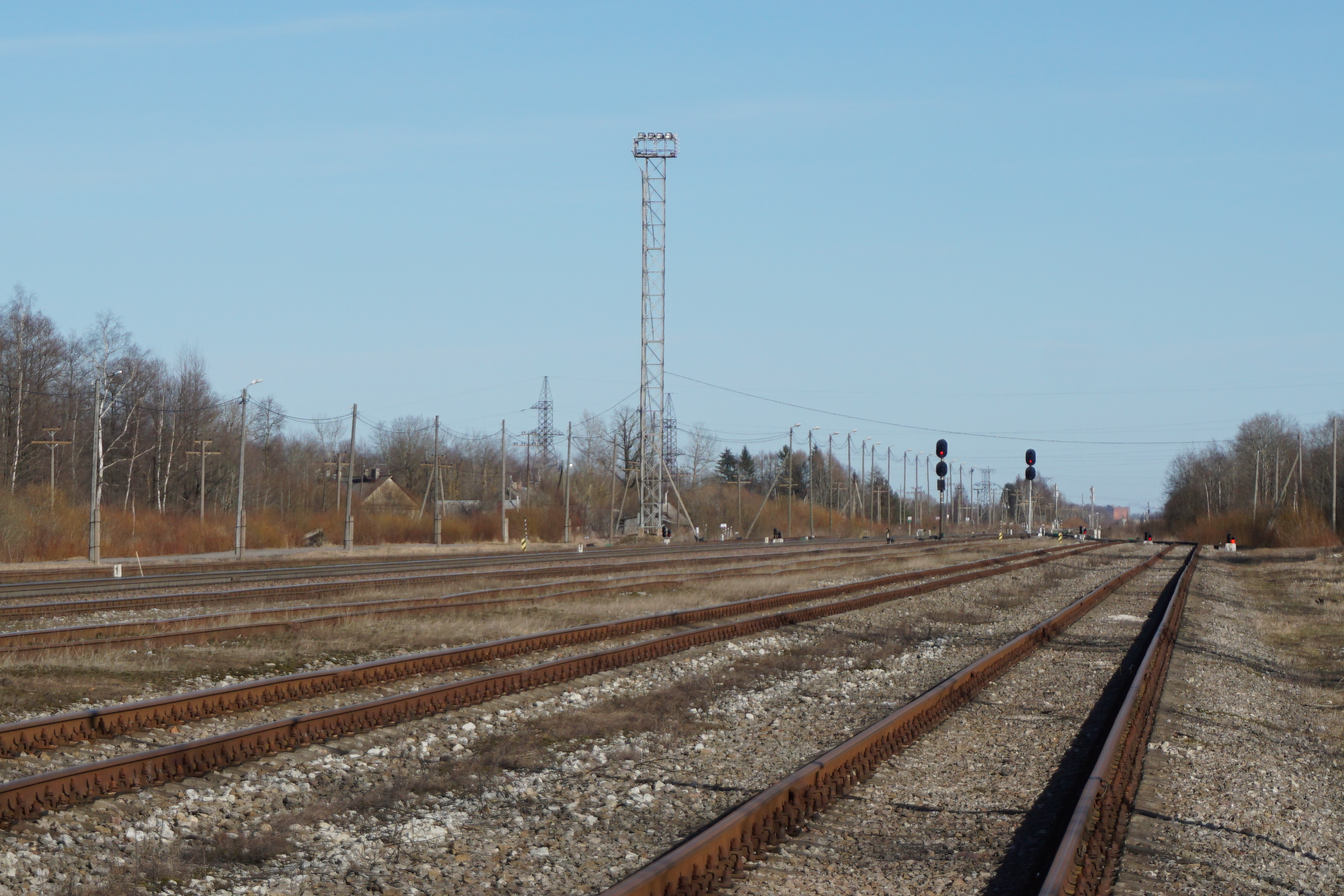
torowisko